# Alasmidonta varicosa
Alasmidonta varicosa là một loài trai nước ngọt, là động vật thân mềm hai mảnh vỏ sống dưới nước thuộc họ Unionidae.

## Phân bố
Loài này có ở Canada và Hoa Kỳ.